# Zosterops auriventer
Zosterops auriventer — вид воробьиных птиц из семейства белоглазковых. Выделяют четыре подвида.

## Таксономия
Ранее считался подвидом Zosterops palpebrosus. В 2017 году на основании исследования, опубликованного в двух статьях, был «повышен» до отдельного вида.
Среди его подвидов — два таксона, ранее считавшиеся подвидами Zosterops everetti.

## Описание
Мелкая оливково-желтая птица с широким глазным кольцом.

## Биология
Питаются мелкими фруктами, нектаром Loranthaceae, мелкими насекомыми и гусеницами.

## Охранный статус
МСОП присвоил виду охранный статус LC.